# William Greenough
William B. Greenough III (* 3. Januar 1932 in Providence (Rhode Island)) ist ein US-amerikanischer Mediziner. Er ist Spezialist für die Behandlung von Durchfallerkrankungen wie Cholera in der Dritten Welt.
Greenough studierte Chemie am Amherst College (Bachelorabschluss 1953) und Medizin an der Harvard Medical School (M. D. 1957). 1962 bis 1965 war er als Chirurg für den US National Public Health Service (USNHS) beim Cholera  Forschungslabor in Dhaka (Bangladesch) und danach bis 1967 bei den National Institutes of Health (NIH). 1967 bis 1969 war er Assistant Professor für Medizin an der Johns Hopkins University (und an städtischen Krankenhäusern in Baltimore) und 1969 bis 1983 war er dort Associate Professor für Medizin und Mikrobiologie. Gleichzeitig war er 1970 bis 1976 Leiter der Abteilung Infektionskrankheiten am Johns Hopkins Hospital (und gleichzeitig beim NIAID des NIH, deren Bakteriologie und Mykologie Abteilung er 1974 bis 1976 vorstand) und 1977 bis 1979 wissenschaftlicher Leiter des Cholera Forschungszentrums in Dhaka (dessen Rat er auch später vorstand). 1979 bis 1985 war er Leiter des International Centre for Diarrhoeal Disease Research in Dhaka. Seit 1984 hat er eine volle Professor für Medizin an der Johns Hopkins University. Er ist dort in der Geriatrie am Johns Hopkins Bayview Medical Center und Professor für Internationale Gesundheit an der Bloomberg School of Public Health der Johns Hopkins. In der Geriatrie war er dabei an einem langjährigen Programm für häusliche Pflege beteiligt (Hospital at Home), wobei er auch seine umfangreichen Erfahrungen aus Entwicklungsländern anwandte (zum Beispiel bei der Rehydrierungsbehandlung und allgemein in der Behandlung ärmerer Bevölkerungsschichten mit niedrigen Kosten).
Er befasste sich mit Cholera Forschung und untersuchte die Wirkmechanismen des von den Cholera Bakterien abgegebenen Toxins. Außerdem war er an der Entwicklung effektiver Methoden der oralen Flüssigkeitszufuhr (Oral Rehydration Therapy, ORT) bei Cholera und anderen  Durchfallerkrankungen beteiligt, insbesondere unter Bedingungen der Dritten Welt (siehe WHO-Trinklösung). Die Entwicklung einer oralen Therapie war damals eine neuartige Idee, obwohl die Probleme in der Anwendung intravenöser Flüssigkeitszufuhr in der Dritten Welt offensichtlich waren. Greenough war bei der Entwicklung der ORT Teil einer Gruppe US-amerikanischer Mediziner in den 1960er Jahren in Bangladesh. Ende der 1970er Jahre war er auch der Entwicklung an einer auf Reis basierenden ORT für Entwicklungsländer beteiligt (einer Anregung von Michael Field folgend).
1983 erhielt er mit John S. Fordtran und Michael Field den König-Faisal-Preis für Medizin für Forschungen zu Durchfallerkrankungen. Mit Field arbeitete er Anfang der 1970er Jahre über die Wirkung des Choleratoxins zusammen. 1984 erhielt er den Maurice Pate Prize der UNICEF. 2001 hielt er die Howard Florey Medal Lecture in Adelaide.
1983 bis 1985 war er Herausgeber des Journal of Diarrhoeal Disease Research.
1986 bis 1994 war er Präsident der International Child Health Foundation, die er mit gründete.